# 기지 (시설)
기지(基地, 영어: base, camp, facility, installation, etc.)는 일반적으로 광역적인 활동에서 지역의 거점이되는 시설의 호칭이다. 그 목적에 맞추어 다양한 자재, 장비 및 건축물, 구조물을 가진다. 군대, 탐험 활동을 하면서 기지를 설치할 수 있으며, 등산의 베이스 캠프와 남극 기지 등이 이에 해당된다. 또한 물자 수송 등의 거점으로 중계 기지, 석유 등 비축 기지 등이 있다.

## 기지의 종류
- 군사 기지
- 등산의 베이스 캠프
- 관측 기지
- 방재 기지
- 차량 기지
- 통신 기지
- 방송 기지
- 비밀 기지